# LXDE
Az LXDE egy szabad, nyílt forráskódú asztali környezet UNIX és UNIX-szerű rendszerekhez, mint például a Linux és a BSD. Az LXDE név azt jelenti, hogy "Lightweight X11 Desktop Environment", amely nyersfordításban "pehelykönnyű X11 asztali környezet"-et jelent.
Úgy tervezték, hogy rendkívül kis teljesítményű számítógépeken is működjön (mint például régi hardverek, netbookok és egyéb kis, illetve beágyazott rendszerek). Tesztek kimutatták, hogy az LXDE használata nem jelent automatikusan kisebb energiafogyasztást, ugyanakkor jóval kevesebb memóriát használ egyes tipikus használati esetek során.
Az LXDE a legtöbb elterjedt Linux-disztribúcióval, mint például a Mandriva, Ubuntu, Debian, openSuSE vagy Fedora, kompatibilis. Ez az alapértelmezett környezet a Knoppix, a Lubuntu és az U-Lite esetén.

## Történet
2006-ban kezdte el fejleszteni egy tajvani fejlesztő, Hong Jen Yee, más néven PCMan, amikor kiadta a PCManFM fájlkezelőt, amely a későbbi LXDE egyik komponense lett.

## A projekt céljai
- asztali környezet fejlesztése, amely energia- és erőforrás hatékony, és gyorsan működik
- az erőforrás felhasználás alacsony szinten tartása, ideértve a processzor-, memória- és tárterület felhasználást
- teljes értékű munkaasztal
- több nyelv támogatása

## A fejlesztés
Az LXDE-t a C nyelven kódolták, a GTK+ felhasználásával, és képes UNIX-on illetve más POSIX kompatibilis platformon futni, mint például Linux-on és BSD-n. A GTK+ egy gyakran használt komponens a Linux disztribúciókban, és biztosítja az alkalmazások platformfüggetlenségét.

### Komponensek
Más asztali környezetektől eltérően, az LXDE komponensei nincsenek szorosan integrálva. Ehelyett képesek önálló futásra.
- PCMan fájlkezelő
- LXLauncher, egy alkalmazás gyorsindító
- LXPanel, egy panel alkalmazás
- LXSession, egy X munkamenet-kezelő
- LXAppearance, egy stílusválasztó
- leafpad, szövegszerkesztő
- Xarchiver, fájlcsomagoló
- GPicView, képnézegető
- LXMusic, egy xmms2-höz kapcsolódó zenei alkalmazás
- LXTerminal, terminál emulátor
- LXTask, taszkmenedzser
- LXDM, X megjelenítő menedzser
- LXNM, egy pehelykönnyű hálózati kapcsolat-menedzser program, pl. vezeték nélküli hálózatokhoz való gyors kapcsolódásra (csak Linuxon)
- Openbox, ablakkezelő

### Kiadási ciklus
Jelenleg, hivatalosan csak nem stabil illetve fejlesztői kiadások léteznek.

## Licenc
Az LXDE GPL és LGPL licenccel rendelkező komponensekből áll.

## Hardver-kompatibilitás
Az LXDE jelenleg a következő processzor-architektúrákat támogatja: x86, x86-64, MIPS.

## Disztribúciók, melyek tartalmazzák az LXDE-t
- Arch Linux[9]
- BlankOn: Linux 5 (codename: Nanggar) Minimalist Edition. A BlankOn alapértelmezett kiadása a GNOME-t használja, a Minimalist Edition pedig az LXDE-t.[10]
- Debian 5.0 "Lenny"[11]
- Eeebuntu 3[12]
- Fedora 10 és egyéb verziók[13][14]
- Frugalware[15]
- Gentoo[16]
- Greenie Linux: egy Ubuntu alapú terjesztés LXDE-vel és Gnome-mal[17]
- Hiweed 2.0RC: egy Ubuntu variáns kínai felhasználók számára[18]
- Knoppix 6.0: egy Debian alapú terjesztés amely a 6.0 verzió óta az LXDE-t szállítja alapértelmezetten[19]
- Linux4One: Az Acer Aspire One gépek számára tervezett Linux disztribúció.[20]
- lxde-sid-lite: Egy nem hivatalos sidux változat netbookok számára.[21]
- Mandriva Linux: A 2009.1 (alias "Spring") kiadása alapértelmezett környezete az LXDE[22]
- Myah OS 3.0 Box edition[23]
- openSUSE 11.3 Milestone 2[24]
- Parted Magic 3.1, partíciókezelő[2]
- PCLinuxOS: Mandriva alapú disztribúció amely sok asztali környezetet támogat.
- PUD GNU/Linux: Ubuntu alapú Live-CD LXDE-vel[25]
- Ubuntu Az Intrepid Ibex kiadás óta tartalmazza a csomagkezelőben[26] 2009 májusában bejelentették a Lubuntu-t, amely egy hivatalos Ubuntu változat LXDE környezettel[27]
- U-lite[28][29]
- VectorLinux Light[30]
- Yoper: Kínál egy változatot amely alapértelmezetten az LXDE-t szállítja.[31]

## Galéria

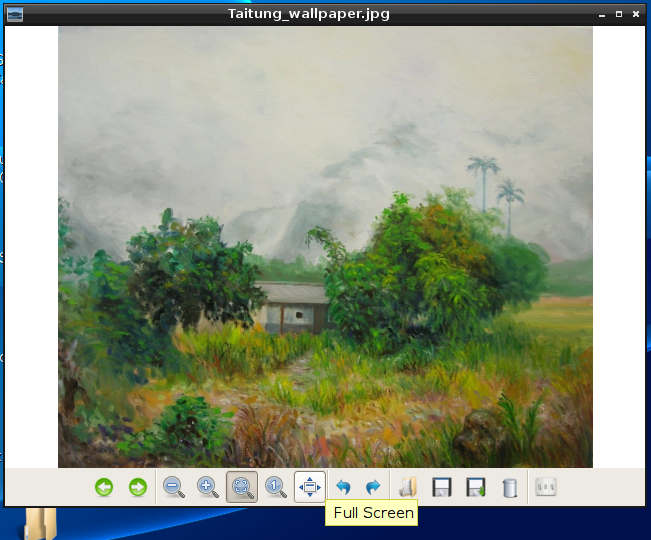
LXDE képnézegető
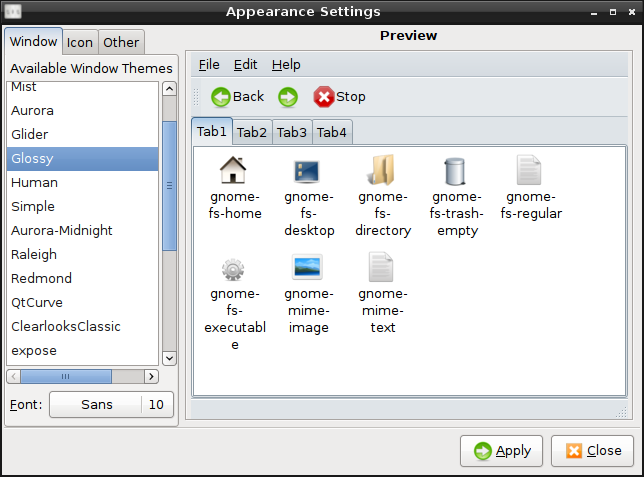
LXappearance, stílusok váltása
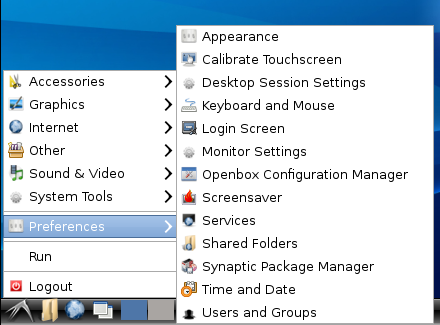
LXpanel, a panel
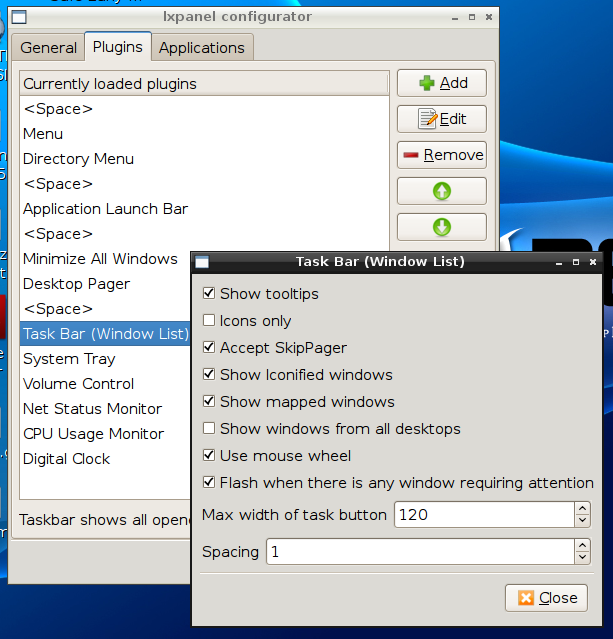
LXpanel, a panel tulajdonságai
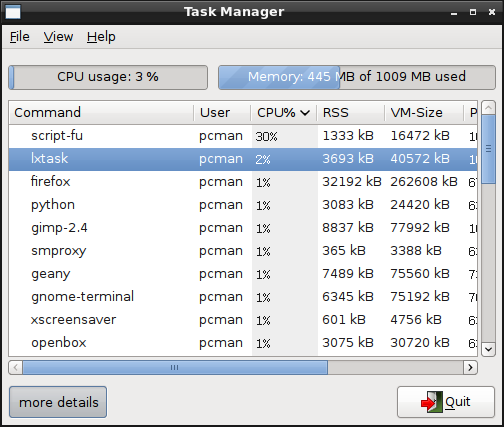
LXtask, taszk menedzser
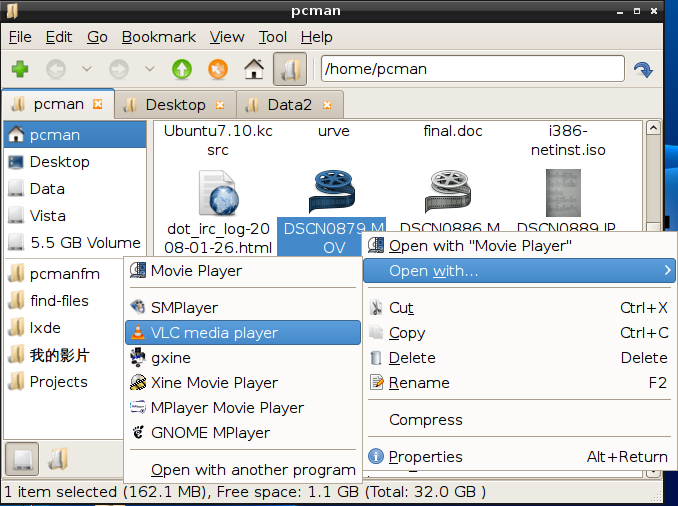
PCManFM, fájlkezelő
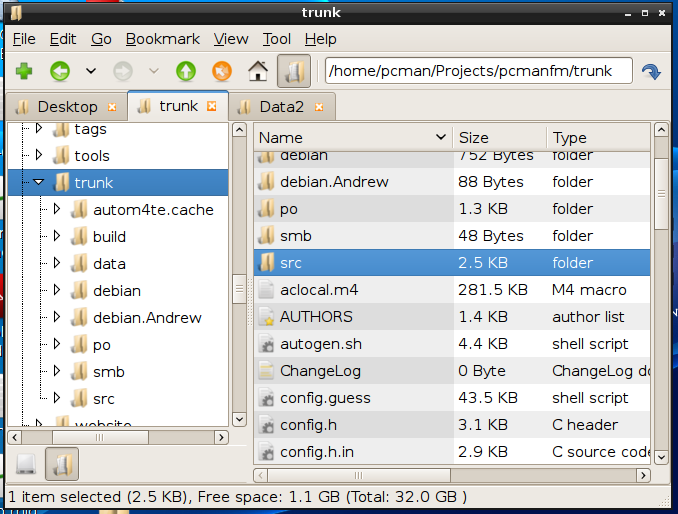
PCManFM, fájlkezelő
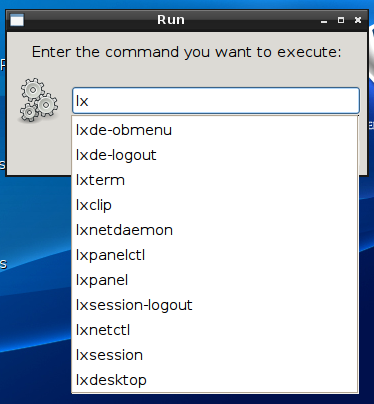
Panel taszkok automatikus végrehajtása

## Külső hivatkozások
- Hivatalos weboldal
- LXDE Alapítvány
- LXDE wiki